# Anton Weiher
Anton Weiher (* 22. Januar 1886 in Grafenau, Niederbayern; † 2. April 1961 in München) war ein deutscher Altphilologe und Pädagoge. 

## Leben
Anton Weiher wurde 1913 in München bei Otto Crusius und Robert von Pöhlmann mit der Schrift Philosophen und Philosophenspott in der attischen Komödie promoviert. Ab 1915 unterrichtete er am Gymnasium Kaiserslautern, ab 1933 am Theresien-Gymnasium München, dessen Direktor er von 1945 bis 1951 war. Seit 1948 war er Honorarprofessor für Klassische Philologie an der Universität München. Er war ferner korrespondierendes Mitglied der Pfälzischen Gesellschaft zur Förderung der Wissenschaften.
Neben didaktischen Veröffentlichungen war Anton Weiher besonders für seine sehr erfolgreichen und beliebten Übersetzungen der Homerischen Hymnen und der Odyssee in der Sammlung Tusculum bekannt.
Seine Ehefrau Luise von Perbrandt war eine Tochter des preußischen Generals Georg von Perbandt und seiner zweiten Ehefrau Wilhelmine Freiin von Ricou.

## Schriften
- Philosophen und Philosophenspott in der attischen Komödie. 1913. Digitale Vorschau
- Heraklit und Empedokles. 1916.
- (mit Theodor Gollwitzer): Lateinisches Übungsbuch für die 8. u. 9. Klasse (Prima) des hum. Gymnasiums (= Lateinisches Unterrichtswerk. 8/9). Bucher, Bamberg 1923.
- Homerische Hymnen (= Sammlung Tusculum). Heimeran, München 1951, 6. Aufl. Artemis Verlag, München und Zürich 1989. Digitale Vorschau
- Homer: Odyssee. Mit Urtext, Anhang und Registern (= Sammlung Tusculum). Heimeran, München 1955, 14. Aufl. Akademie Verlag, Berlin 2013. Digitale Vorschau
- Homer: Odyssee und Homerische Hymnen (= Bibliothek der Antike). Deutscher Taschenbuch Verlag, München 1990. Die einsprachige Taschenbuchausgabe erhielt einen Neusatz.
- Von Platon, Stifter und Fontane. In: Andreas Bauer (Hrsg.): Festschrift für Hans Ludwig Held: Eine Gabe der Freundschaft und des Dankes zum 65. Geburtstag dargebracht 1. August 1950. Alber, München 1950, S. 153–159. Digitale Vorschau